# Telling the World
"Telling the World" es una canción del artista inglés Taio Cruz, lanzada como el séptimo sencillo general y el primer sencillo del segundo relanzamiento de su segundo álbum de estudio,  Rokstarr . La canción también aparece en su tercer álbum  TY.O , y en la película Río, como tema principal de la película. La letra está cantada en la perspectiva de Blu (Jesse Eisenberg), el protagonista de la película. La canción fue lanzada en el Reino Unido el 20 de marzo de 2011 a través de descarga digital, alcanzando el puesto # 138 en el UK Singles Chart.

## Vídeos musicales
Hay dos videos musicales para esta canción. Uno de ellos es un video corto con Cruz en el estudio con los personajes interactuando. Hay diálogos de la película, incluso diálogos añadidos, y una interrupción de uno de los monos. El otro, más largo y con una versión completa de la canción, muestra a Cruz caminando por una playa o por una ciudad, incluso sobre un puente. En este vídeo, los clips están silenciados y algunos se muestran en edificios. Ambos videos musicales tienen clips de la película.

## Listado de pistas
- U.S. Digital download

1. "Telling the World" (RIO Pop Mix) - 4:09

- International Digital single

1. "Telling the World" (From the Motion Picture "Rio") – 3:33
2. "Telling the World" (Radio Version) - 4:09

## Listas
| Listas (2011)                            | Máxima posición |
| ---------------------------------------- | --------------- |
| Austria (Ö3 Austria Top 40)              | 21              |
| German Airplay Chart                     | 46              |
| Países Bajos (Mega Single Top 100)       | 96              |
| UK Singles (The Official Charts Company) | 138             |

## Historial de versiones
| Región      | Fecha               | Formato          |
| ----------- | ------------------- | ---------------- |
| Reino Unido | 20 de marzo de 2011 | Descarga digital |